# آرچبالدی‌ها
آرچبالدی‌ها(نام علمی: Archboldia) نام یک سرده از تیره مرغ کریچ‌ساز است.

## گونه‌ها
- Archboldia papuensis - گربه‌خوان آرچبالد.
- Archboldia sanfordi - گربه‌خوان سنفورد.